# 钝齿短浆蟹
钝齿短槳蟹（学名：Thalamita crenata）为梭子蟹科短槳蟹属的动物。分布于朝鲜、日本、澳大利亚、马来群岛、新加坡、印度、波斯湾、红海、马达加斯加以及中国大陆的广西、广东、福建、浙江、臺灣等地，生活环境为海水，常棲息於珊瑚礁或低潮線附近的岩礁中。